# Bottmingen
Bottmingen é uma comuna da Suíça, situada no distrito de Arlesheim, no cantão de Basileia-Campo. Tem 2,99 km² de área e sua população em 2018 foi estimada em 6.691 habitantes.